# Henry Washburn
Henry Dana Washburn (1832–1871) était un homme politique et explorateur américain. Il dirigea notamment l'expédition Washburn-Langford-Doane en 1870, qui fut la première à étudier et décrire précisément la région de Yellowstone et qui joua un rôle important dans son classement comme parc national. Henry Washburn était le cousin d'Elihu B. Washburne.